# NGC 355
NGC 355 је лентикуларна галаксија у сазвежђу Кит која се налази на NGC листи објеката дубоког неба.
Деклинација објекта је - 6° 19' 25" а ректасцензија 1h 3m 6,9s. Привидна величина (магнитуда) објекта NGC 355 износи 15,3 а фотографска магнитуда 16,3. NGC 355 је још познат и под ознакама MCG -1-3-77, NPM1G -06.0039, PGC 3753.